# Umberto D.
Umberto D. es una película italiana de Vittorio de Sica de 1952. Cuenta la historia de Don Umberto Domenico Ferrari, un funcionario jubilado sin familia que apenas puede sobrevivir con una pensión miserable. Según Robert Osborne, de la televisión Turner Classic Movies, de toda su filmografía esta era la película favorita de De Sica. Esta película se incluyó en la lista "All-Time 100 Movies” de la revista Time en el año 2005.

## Argumento
Umberto D., un empleado del gobierno retirado, es uno de los participantes en una manifestación de jubilados que exigen un aumento de sus miserables pensiones. Cuando el grupo es dispersado por la policía, Umberto vuelve a la casa de huéspedes donde reside, para descubrir que la propietaria ha alquilado por una hora su habitación a una pareja, y que amenaza además con echarlo al final del mes si no es capaz de pagar las quince mil liras de alquiler atrasado que le debe. A pesar de que el anciano consigue un tercio de la cantidad vendiendo un reloj y varios libros, la casera no acepta el pago si no es la deuda completa.
Ante estos problemas, Umberto cuenta con dos únicos apoyos, el de su perro Flike y el de la simpática y joven criada de la pensión, que acaba confiándole que está embarazada, pero que duda sobre cuál de dos soldados (uno de Nápoles y otro de Florencia) es el padre.
Una noche, sintiéndose enfermo, el anciano llama al hospital, por lo que es ingresado y diagnosticado de anginas. Cuando es dado de alta a los pocos días y vuelve a su apartamento, descubre que este está en obras. La casera va a casarse, y la antigua habitación del anciano va a pasar a formar parte de la nueva sala de estar. Tras esto, Umberto descubre que su perro, el cual había dejado al cuidado de la sirvienta, huyó por una puerta que alguien dejó abierta. Finalmente, aliviado, consigue encontrarlo en la perrera municipal. 
Viéndose obligado a marcharse de la habitación y ante la negativa de un amigo a hacerle un préstamo, el hombre contempla la idea del suicidio, pues es demasiado orgulloso para mendigar en las calles. Antes de marcharse, da un último consejo a la joven criada, que se deshaga del novio de Florencia.
Con la intención de quitarse la vida, Umberto busca un lugar donde dejar a su Flike (desde una pareja que guarda perros hasta una niña pequeña), pero no encuentra a nadie que acepte quedárselo, y, al intentar abandonarlo, el animal consigue volver a encontrarlo. Desesperado, el anciano coge al perro en brazos y se sitúa en la vía del tren cuando esté está a punto de llegar, pero Flike, asustado, salta y huye. Umberto, abandonando la idea del suicidio, sigue al animal, consigue que este deje de temerle y comienza a jugar con él mientras ambos se alejan por el parque.

## Umberto D: límite extremo del neorrealismo
Si por algo se caracteriza Umberto D es porque, para muchos estudiosos y cineastas, ha alcanzado la cúspide del neorrealismo, por encima incluso del film del mismo autor Ladrón de bicicletas. Este hecho se debe al cuidadoso tratamiento que tienen el director, Vittorio de Sica, y su guionista, Cesare Zavattini, en relación con lo realistas que eran con el tiempo. Por ello, se considera Umberto D un cine de la "duración", es decir, un cine que se centra en darle importancia a la estructura temporal del suceso, de detallar una situación corriente de manera que la duración de la escena sea igual de natural de como sería en la vida real. Se habla entonces de un guion que se centra en argumentar la nada, de crear un "argumento invisible", pues ha sido reemplazado el argumento de la historia por el argumento del personaje. 
Se trata de hacer espectacular y dramático el tiempo mismo de la vida, la duración natural de un ser al que no le pasa nada de particular. Se puede ver reflejado en la escena en que el protagonista, Umberto, va a acostarse y al entrar en su habitación piensa que tiene fiebre. En esta escena se ve claramente cómo la película se identifica absolutamente con el personaje, creando así una especie de informe cinematográfico de una demostración desconcertante e irrefutable sobre la condición humana. Por lo tanto, están implantados dos rasgos muy poco comunes en relación con todo lo conocido anteriormente en el cine: la estructuración de sucesos dentro de un suceso y la eliminación de la elipsis. De Sica y Zavattini dividen cada suceso en sucesos más pequeños y estos, a su vez, en otros más pequeños todavía, sin recurrir a la elipsis para evitar que se alargue la escena.
Es esta superior ambición lo que hace a Umberto D ser un film mucho más realista que otras obras del neorrealismo italiano y pese a ser menos perfecto que estos, es totalmente fiel a la estética del neorrealismo, consagrándose como un cine revolucionario que abandona toda caracterización del cine tradicional. 

«Hasta el día en que he visto Umberto D, consideraba Ladrón de bicicletas el límite extremo del neorrealismo en cuanto a la concepción del relato. Hoy me parece que Ladrón de bicicletas está todavía lejos del ideal argumento zavattiniano»
André Bazin, El neorrealismo.

## Contexto de Italia
En 1952, la realidad era desoladora, la Italia Fascista de Benito Mussolini, junto al resto de sus aliados habían perecido en la guerra y había que entregar sus armas al caer derrotados. La precariedad económica y las paupérrimas condiciones sociales estaban a la orden del día en esta época en Italia. El relevo político lo obtuvo la nueva República Italiana que se fundó el 2 de junio de 1946 que, gracias a un referéndum dirigido al pueblo, se consiguió derrocar la antigua monarquía. A partir de aquí, el nuevo régimen político tenía que encaminar sus actuaciones hacia la recuperación en todos los ámbitos, teniendo que lidiar con la reconstrucción de infraestructuras, al despojamiento de todas sus posesiones coloniales, con excepción de Somalía y a recompensar tanto económica como técnicamente a los países que dañó como Grecia o la URSS. Más adelante, a partir de los años 60, Italia vio como se producía un milagro en su economía, favorecida en gran parte por su acogida al Plan Marshall que ofrecía EE. UU. y que se materializó en la suma de $ 1204 millones. A esto cabe añadir su posición estratégica peninsular, que le ofrecía situación geográfica privilegiada con el resto de potencias Europeas colindantes.

## Características técnicas de Vittorio De Sica
Utilización de actores de la calle, es decir, personas de a pie que tienen problemas reales y que fácilmente podrían encajar con el perfil del personaje. De esta forma, el actor prácticamente no debía de actuar, ya que bastaba con que se dejase llevar y de este modo se construye un personaje totalmente genuino y auténtico. La capacidad de empatía con la que De Sica pretende interactuar con su público. Las enternecedoras miradas de sus personajes nos remiten directamente a la situación en la que se encuentran, vemos y sentimos el sufrimiento que Umberto ha tenido que padecer sin ni siquiera haber pertenecido a la época que él vivió. El clímax se produce cuando el protagonista, demacrado tanto física como psicológicamente decide acabar con aquellas dos cosas que más aprecia, con su vida y con la de su perro. Lo fundamental en esta historia no era crear un drama, sino plasmar la vida tal cual es y a partir de ahí generar controversia o simplemente concienciar a la gente de la realidad que viven sus vecinos.

## Comentario
La película es una de las varias y muy fructíferas colaboraciones entre Vittorio de Sica y el guionista Cesare Zavattini. Ambos colaboraron también en películas como Sciuscià (1946), Ladri di biciclette (1948) o Miracolo a Milano (1951). 
En Umberto D. De Sica plantea la deshumanización de la sociedad del momento, la impotencia de un hombrecillo anciano ante una sociedad en la que ya estorba, y la desesperación en la que va cayendo, y que hace que la tristeza que produce nos vaya invadiendo hasta sumergirnos en la desazón del protagonista.
De Sica refleja la cotidianeidad de su personaje de una forma realista y directa y crea un protagonista entrañable y cercano con el que el espectador puede empatizar muy fácilmente. Umberto D, es también considerada una obra cargada de poesía, humana y emotiva, que realiza un profundo análisis de la sociedad del contexto histórico que retrata mediante una sucesión de tiempos muertos. 
Además, el director se inspiró en la vida de su padre para escribir el guion. También fue un jubilado que tuvo que enfrentarse a los problemas económicos derivados de su minúscula pensión. De Sica le dedicó la película.
Aunque la película llevaba el sello de calidad innegable de un director como Vittorio De Sica, fue un fracaso de taquilla, quizás debido a que el público quería salir ya del oscurantismo al que se había visto sometido durante la guerra y sus años posteriores, y demandaba temas menos duros en la pantalla. De Sica volvió a dirigir comedias más desenfadadas, en las que también era un maestro, y dramas con menos contenido social

## Reparto
- Carlo Battisti: Umberto Domenico Ferrari

- María - Pía Casilio: María, sirvienta

- Lina Gennari: Antonia, casera de la pensión

- Memmo Carotenuto: recluso

- Alberto Albani Barbieri: amigo de la casera

- Elena Rea: hermana

- Ileana Simova

- Ricardo Ferri

- Pasquale Campagnola

- Lamberto Maggiorani

Carlo Battisti quien interpreta Umberto D. fue profesor de gramática comparada en la Universidad de Florencia. Esta es su única película.
María Pía Casilio es otra actriz no profesional que, a diferencia de Carlo Battisti, permanecerá en el cine como un personaje. De Sica acepta porque cree que su rostro será importante para su historia y le dará una presencia interesante a la película.

## Premios
Premios del Círculo de Críticos de Cine de Nueva York
| Categoría                           | Resultado |
| ----------------------------------- | --------- |
| Mejor película en lengua extranjera | Ganadora  |

- 1955: Premio Bodil (Dinamarca) al mejor Film Europeo.

- 1957: Premio Jussi (Finlandia) a la mejor película de lengua extranjera.

- 1957: Nominada al Óscar en la categoría de mejor guion original: Cesare Zavattini.

- 1955: la película fue incluida en la lista: “100 películas que han cambiado la memoria colectiva del país entre 1942 y 1978”.